# پل هارتلینگ
پل هارتلینگ (انگلیسی: Poul Hartling؛ ۱۴ اوت ۱۹۱۴ – ۳۰ آوریل ۲۰۰۰) یک سیاست‌مدار و دیپلمات اهل دانمارک بود.